# Bill Berry (jazzmuzikant)
William R. 'Billy' Berry (Benton Harbor, 14 september 1930 - Los Angeles, 13 oktober 2002) was een Amerikaanse jazz-trompettist, kornettist en bigband-leider.
Bill Berry studeerde aan Cincinnati College-Conservatory of Music en in Berklee College of Music bij Herb Pomeroy. Daarna werkte hij in de bigbands van Woody Herman en Maynard Ferguson. Van 1961 tot 1964 speelde hij in het orkest van Duke Ellington, in Billy Strayhorn's Orchestra (1961) en in de bigband van Milt Jackson (1963). Hij was lid van het sextet van saxofonist Coleman Hawkins (hij is te horen op de lp "Wrapped Tight", 1965) en het orkest van pianist Earl Hines (1966). Van 1966 tot 1968 was hij actief in de band van Thad Jones en Mel Lewis. Ook had hij zijn eigen New York Big Band en deed hij studio-werk.
In 1971 richtte hij in Los Angeles de L.A. Big Band op. Hij ging met drummer Louie Bellson op tournee, evenals met de Monterey Jazz Festival High School All Stars. Eind jaren zeventig werkte hij onder meer met Frank Capp, Rosemary Clooney, Scott Hamilton en Nat Pierce. Met zijn bigband, waarin onder meer Cat Anderson, Britt Woodman en Jack Sheldon speelden, maakte hij enkele platen en begeleidde hij zangeres Ernestine Anderson. Berry had in die tijd ook kleinere groepen.

## Discografie
- Jazz and Swinging Percussion, 1963
- Bill Berry and the L.A. Band Hot and Happy, Beez, 1976
- Hello Rev (met L.A. Big Band), Concord, 1976
- the Ellington All-Stars, Drive Archive, 1978
- For Duke (met Ellington All-Astars), Drive Archive, 1978
- Shortcake, Concord, 1978
- Halloween Party, Columbia, 2000

- Bibsys: 1470399605726
- Bibliothèque nationale de France: cb13891438v (data)
- Gemeinsame Normdatei: 134655613
- International Standard Name Identifier: 0000 0000 8125 5697
- Library of Congress Control Number: n84152883
- MusicBrainz: 91f6436c-6acf-4133-8ef7-07afb8efcd2b
- Nederlandse Thesaurus van Auteursnamen: 096359307
- SNAC: w63z0m19
- Virtual International Authority File: 46945576
- WorldCat: E39PBJgX9prbmmJyPKqtPh9bh3